# Raionul Vijnița (1940-2020)
Raionul Vijnița (în ucraineană Вижницький район) era unul din cele 11 raioane administrative din regiunea Cernăuți din Ucraina, cu reședința în orașul Vijnița. A fost înființat în anul 1940 după ocuparea Bucovinei de Nord de către URSS și apoi reînființat în 1944, fiind inclus în componența RSS Ucrainene. Începând din anul 1991, acest raion face parte din Ucraina independentă.
Acest raion avea o suprafață de 903,4 km² și 59.993 locuitori (2001) , în mare majoritate de naționalitate ucraineni. Din componența raionului făceau parte orașele Vijnița, Vășcăuți și Berhomet pe Siret și 14 comune rurale. Cea mai mare parte a raionului era așezată în Munții Carpați, iar partea de sud a acestuia era la frontiera cu România.
Înainte de ocuparea Basarabiei și Bucovinei de nord de către Uniunea Sovietică în 1940, teritoriul său a făcut parte din județul Storojineț al României.

## Geografie
Raionul Vijnița este situat în partea de sud-vest a regiunii Cernăuți, la granița cu România. În prezent, raionul se învecinează în partea de sud cu România (pe o distanță de 11 km), în partea de vest cu raionul Putila, în partea de est cu raionul Storojineț din regiunea Cernăuți și în partea de nord cu raionul Cosău din regiunea Ivano-Frankivsk.
Raionul Vijnița este frontieră de stat cu România, dar nu există aici nici un punct de trecere a frontierei.
Teritoriul raionului se află într-o zonă de podiș montan, fiind împărțit în 2 zone: de munte și de colină de la poalele munților. În zona de munte sunt pante abrupte care alternează cu văi înguste, în parte acoperite cu păduri. Colinele de la poalele munților sunt plane.

## Economie
În raionul Vijnița funcționează 18 întreprinderi industriale, în următoarele ramuri: industria forestieră (52.8%), industria alimentară (24,3%) și fabrici de alcool (21,5%).
În domeniul agriculturii, aici funcționează 21 întreprinderi cu profil agricol, care desfășoară lucrări pe 12.290 ha de pădure și pe 9.773 ha de terenuri arabile.
Raionul deține resurse naturale de petrol, gaze, izvoare de apă minerală și nămol, materiale de construcții.

## Învățământ și cultură
În raionul Vijnița există 32 școli și 18 muzee. În afară de acestea, mai există 32 cămine culturale și 35 biblioteci, Ansamblurile de dansuri populare "Smerychyna" și "Cheremshyna", un teatru național de amatori și grupul etnografic și de folclor "Toloka" în Bănila pe Ceremuș.
De asemenea, funcționează aici 3 spitale, 3 clinici și 23 cabinete medicale . 

## Demografie
Componența lingvistică a raionului Vijnița
     Ucraineană (98,52%)
     Rusă (1,03%)
     Alte limbi (0,41%)
Conform recensământului din 2001, majoritatea populației raionului Vijnița era vorbitoare de ucraineană (98,52%), existând în minoritate și vorbitori de rusă (1,03%).
La recensământul din 1989, raionul Vijnița avea 59.400 locuitori.
Conform recensământului efectuat de autoritățile ucrainene în anul 2001, populația raionului Vijnița era de 59.993 locuitori, fiind împărțită în următoarele grupuri etnice:
- Ucraineni - 58.924 (98,22%)
- Ruși - 631 (1,05%)
- Români - 196 (0,32%)
- Moldoveni - 58 (0,11%)
- Alții - 184 (0,30%)[4].

De asemenea, 32,7% din populația raionului locuia în așezări urbane (19.600 locuitori) și 67,3% în așezări rurale (40.400 locuitori).
Cele mai populate localități sunt orașele Berhomet pe Siret - 8.513 locuitori, Vășcăuți - 5.660 și Vijnița - 4.580 și satele Ispas - 4.440, Bănila pe Ceremuș - 3.897 și Mihova - 3.693.

## Localități
Raionul Vijnița este compus din:
- 2 orașe - Vijnița - reședința administrativă și Vășcăuți
- 1 așezare urbană - Berhomet pe Siret
- 31 sate [5], dintre care: 
  - 14 comune sau selsoviete  astfel:

| - - Bahna, - Bănila pe Ceremuș, - Carapciu pe Ceremuș, - Ciornohuzi, - Cireșel, - Ispas, - Lucavăț, | - - Mihova, - Milie, - Slobozia Bănilei, - Șipotele pe Siret, - Vijnicioara, - Vilaucea, - Zamostea |

- - 17 sate, care nu sunt și selsoviete, adică nu au administrație proprie, astfel:

| - - Babin, - Berejnița, - Berejonca, - Chibachi, - Falcău, - Lăpușna, - Lecheci, - Lipoveni, - Maidan-Ispas, | - - Maidan-Lucavăț, - Maidanul de Mijloc, - Mega, - Vahnăuți, - Valea, - Volcineț, - Voloca, - Zaricicea |

## Obiective turistice
Pe teritoriul raionului Vijnița se află mai multe obiective turistice:
- Parcul fostului castel al conților von Seretzki din Berhomet pe Siret - secolul al XIX-lea
- Biserica "Sf. Nicolae" din Berhomet pe Siret - 1786
- Biserica de lemn cu hramul "Sf. Ioan de la Suceava" din Vijnicioara - construită în anul 1792; are și o clopotniță din aceeași perioadă [6]
- Biserica de lemn din Vijnița - construită în anul 1883 [7]
- Biserica de lemn cu hramul "Sf. Nicolae" din Vijnicioara - construită între anii 1921-1925 [8]
- Clădirea Primăriei din Vijnița - construită la începutul sec. al XX-lea în stil austriac [9];
- Casa Moscova-Golota din Vijnița - construită din cărămidă în stilul clasic din secolul al XIX-lea. Aici au locuit în anumite perioade scriitorii ucraineni Olga Kobyleanska, Ivan Franko (1884), Lesia Ukrainka, Klement Kvitka (1901) și alții. Clădirea este compusă din 6 camere, fiind inițial proprietatea surorilor Anna și Ekaterina Golota. Actualul proprietar al casei este Primăria orașului Vijnița. La inițiativa clubului de intelectuali «Nemcici», cu sprijinul acordat de guvern, aici a fost amplasat la 28 august 2006 un basorelief realizat de soții Galina și Vladimir Rîmar cu chipurile lui Franko, Kobyleanska și Ukrainka [10].
- Parcul Național Vijnița
- Stațiunea montană Vijnicioara